# President van India

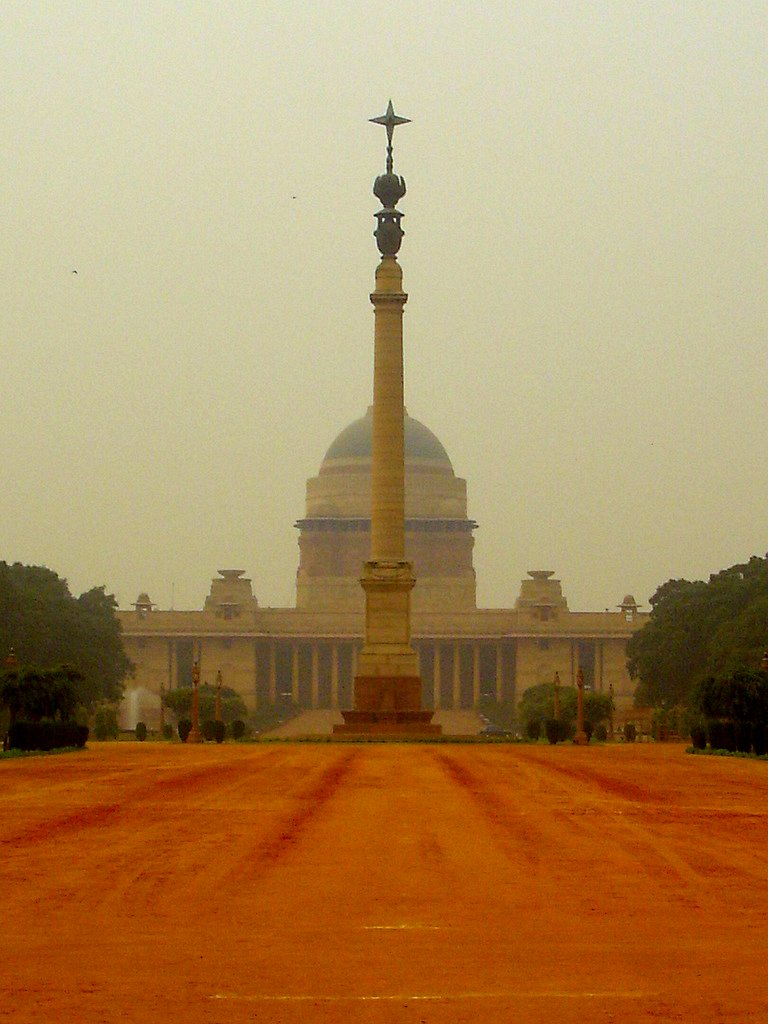
Het Rashtrapati Bhavan (Presidentieel Paleis), is de residentie van de President van India

De president van India is het staatshoofd en eerste burger van India, en tevens de opperbevelhebber van de Indiase strijdkrachten. De rol van de president is hoofdzakelijk  ceremonieel; de uitvoerende macht ligt bij de ministerraad, met aan het hoofd de minister-president. De president wordt ook Rashtrapati genoemd.
De president wordt gekozen door de eerder gekozen leden van de Vidhan Sabhas (lagerhuizen van de staten), de Lok Sabha (lagerhuis) en de Rajya Sabha (hogerhuis), en dient voor een periode van vijf jaar, hoewel een president zich opnieuw verkiesbaar kan stellen. De presidentsverkiezingen vinden plaats door middel van een geheime stemming.
De huidige president is Draupadi Murmu. Zij werd gekozen op 21 juli 2022 en werd beëdigd op 25 juli 2022.